# Bergholdt.dk
Bergholdt.dk A/S er et dansk busselskab med hovedkvarter i Odense. Bergholdt har rutetrafik, minibus og turistbus. De ejer også Nyborg Rejser og Frørup Rejser. Virksomheden er ejet af John Bergholdt og har ca. 250 ansatte (2024).